# Agrostophyllum callosum
Agrostophyllum callosum är en orkidéart som beskrevs av Heinrich Gustav Reichenbach. Agrostophyllum callosum ingår i släktet Agrostophyllum och familjen orkidéer. Inga underarter finns listade i Catalogue of Life.